# 괴짜들의 로맨스
"괴짜들의 로맨스"(중국어: 怪胎)는 2020년 공개된 타이완의 로맨틱 드라마 영화이다. 랴오밍이 감독의 데뷔 작으로, 임백굉, 사흔영 등이 주연으로 출연하였다.
이 영화는 2020년 8월 7일 공식 개봉하였다. 온전히 아이폰으로 촬영한 최초의 아시아 영화 작품으로, 32일 동안 아이폰 XS 맥스로 촬영되었다.

## 출연
- 임백굉 - 천바이칭 역
- 사흔영 - 천징 역
- 종요 - 메이위 역
- 장사오화이 - 의사 역